# Kalambe Turf Thane
Kalambe Turf Thane é uma vila no distrito de Kolhapur, no estado indiano de Maharashtra.

## Demografia
Segundo o censo de 2001, Kalambe Turf Thane tinha uma população de 8691 habitantes. Os indivíduos do sexo masculino constituem 53% da população e os do sexo feminino 47%. Kalambe Turf Thane tem uma taxa de literacia de 71%, superior à média nacional de 59.5%: a literacia no sexo masculino é de 78% e no sexo feminino é de 63%. Em Kalambe Turf Thane, 12% da população está abaixo dos 6 anos de idade.